# Fauvism

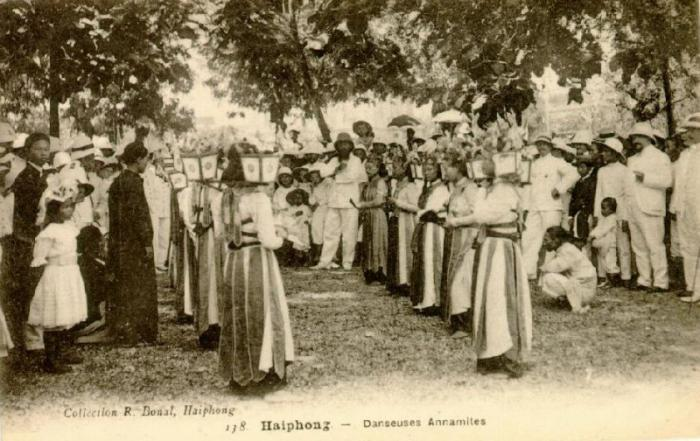
Henri Matisse - Dans II
- Muzeul Ermitaj, Sankt Petersburg -

Kees van Dongen - Femeie fatală, 1905
- Galeria Națională de Artă, Washington DC -

Albert Marquet - Sergent din Regimentul colonial
- Muzeul Metropolitan de Artă, New York -

Fauvismul (un termen artistic francez – care se citește, pronunție fo-vism]) a fost un curent formalist în pictura franceză de la începutul secolului al XX-lea, care reprezenta lumea concretă în culori violente, folosind tonuri pure și renunțând la perspectivă.

## Începuturi
În anul 1905, la Salonul de Toamnă din Paris, câțiva tineri pictori - Henri Matisse, André Derain, Maurice de Vlaminck, Jean Puy, Henri Manguin și Albert Marquet - expun tablouri care șochează prin violența exploziei de culori. Criticul de artă Louis Vauxcelles, surprins de contrastul dintre culorile pure ale acestor pânze și două busturi în stil clasic expuse în aceeași sală, exclamă: "S-ar putea spune: Donatello printre bestii sălbatice" (în franceză: fauves = animale sălbatice). Expresia a prins și, în ochii publicului, acest nou gen de experiment reprezintă nașterea unui nou curent. Fauvismul nu este totuși o mișcare organizată, nu are un program sau o definiție exactă, se naște din întâlnirea unor pictori cu temperamente artistice foarte diferite, dar frământați de aceleași probleme ale creației. Pe fauviști îi caracterizează spontaneitatea de creație, culorile nealterate de amestec, aplatizarea spațiului, înregistrarea directă a senzațiilor trăite. Revoluționând folosirea culorii și sensul perspectivei, modificând relațiile dintre pictură și realitate, ei sunt cei care stau în pragul modernității.

## Evoluție
Ieșind în aer liber, părăsindu-și atelierul în căutarea autenticului în natură, impresioniștii au impus folosirea culorilor pure, neamalgamate. Fauviștii vor dezvolta această premisă, vor renunța însă repede la spațiul, lumina și naturalismul predecesorilor lor. Ei se află totodată și sub influența lui Van Gogh și Gauguin, pe care îi consideră precursorii noii maniere de abordare a culorii în pictură. Fauvismul ajunge la maturitate sub influențe dintre cele mai variate. Un rol important l-a jucat atelierul lui Gustave Moreau, frecventat și de românul Theodor Pallady. Acest pictor simbolist, profesor la École des Beaux-Arts, a știut să-și impulsioneze colegii mai tineri să dezvolte tendințe foarte diferite de propriile sale preocupări artistice. Mai ales Matisse și Marquet vor invoca adeseori cuvintele maestrului: 
„Trebuie să gândești în culoare și să ai imaginație. Dacă nu aveți imaginație, nu veți obține niciodată o culoare frumoasă.”—Gustave Moreau
Fauvismul capătă în scurtă vreme dimensiuni internaționale. Realizările artistice ale pictorilor francezi își exercită influența asupra altor pictori europeni, printre care se numără cei ruși, ca Wassily Kandinsky sau Alexi von Jawlensky. Expresioniștii germani se inspiră nemijlocit din creația fauviștilor. Fiecare din pictorii care creează în spirit fauvist va exercita propria influență asupra picturii de mai târziu - cubismul, suprarealismul, pictura abstractă. Chiar și după cel de-al doilea război mondial novatorii expresioniști abstracți se vor raporta la principiile stilistice ale predecesorilor lor. Mai ales Mark Rothko, în pânzele lui de mari dimensiuni cu suprafețe de culoare plate care se suprapun, va analiza rolul culorii în creația fauviștilor, ca sugerând mișcarea și spațiul. 

## Pictori reprezentativi
- Raoul Dufy
- Georges Rouault
- Maurice de Vlaminck
- André Derain
- Kees van Dongen
- Albert Marquet
- Emile-Othon Friesz
- Charles Camoin
- Henri Manguin
- Jean Puy
- Louis Valtat

## Citate
„Fauvismul a fost proba noastră de foc... Culorile au reprezentat dinamita. Trebuiau să împuște lumina.”—André Derain
„Am stors pe pânzele mele culorile din tuburi și am folosit numai cinabru, verde și albastru de Prusia pentru a da glas la tot ce doream să spun.”—Maurice de Vlaminck